# Кирунгу
Кирунгу (фр. Kirungu) — город на востоке Демократической Республике Конго, в провинции Танганьика, округ Калемие, территория Моба.

## География
Кирунгу расположен на юго-западном берегу озера Танганьика, на высокогорье Марунгу. На севере от города из озера Танганьика вытекает река Мулобози, которая разделяет пополам цепь крутых скалистых холмов. Город находится на высоте 400 м над уровнем озера. Он находится в 140 км к юго-востоку от центра округа Калемие, с которым связан регулярным водным сообщением.
Кирунгу расположен вдоль национального шоссе № 34, которое соединяет его с портом в находящимся в непосредственной близости центром территории Моба, городе Моба и с национальным шоссе № 5, проходящим с севера на юго-запад.

## История
Кирунгу был основан Виктором Руленсом в 1893 году. Изначально это была миссия «Белых отцов», Римско-католической епархии Калемие-Кирунгу. Во время бельгийского колониального управления назывался по-французски Бодуэнвиль или по-нидерландски Боудевейнстад, а в 1966 году город был переименован в Кирунгу.
До 2015 года входил в состав провинции Катанга, после чего в силу вступило новое административное деление, по которому страна разделена на 26 провинций. После этого город вошёл в состав провинции Танганьика.